# Primavera (romanzo)
Primavera (Spring) è un romanzo della scrittrice scozzese Ali Smith, pubblicato nel 2019 e tradotto in Italia nel 2020 da edizioni SUR. È il terzo della tetralogia dedicata alle stagioni.

## Trama
(Ali Smith, Primavera)
Il libro, diviso in tre parti, intreccia le vicende di Richard Lease, un regista televisivo e cinematografico caduto in una crisi esistenziale e lavorativa dopo la morte per cancro di una cara amica sceneggiatrice, con quelle di Brittany Hall, sorvegliante in un centro di detenzione per immigrati, e di Florence, una bambina di 12 anni dotata di poteri misteriosi di persuasione e in grado di scuotere le coscienze, sollecitando un cambiamento nelle vite degli altri.

### Prima parte
La prima parte del libro si svolge in un martedì mattina dell'ottobre 2018 e vede Richard, in preda ai ricordi, fermo sui binari di una stazione ferroviaria deserta di una cittadina sconosciuta del Nord della Scozia. Partito da King’s Cross con un biglietto per il posto più lontano raggiungibile da quella stazione, Richard alla vista delle Highlands decide di scendere. Dopo una notte passata in un albergo del paesino, è in attesa di un treno. I suoi pensieri sono rivolti all'amica da poco scomparsa, all'ex moglie, alla figlia immaginaria con cui dialoga di continuo, al lavoro che gli è stato offerto come regista: un film su Katherine Mansfield e Rainer Maria Rilke nel 1922, quando entrambi gli scrittori erano convalescenti nella stessa località svizzera. Pochi mesi prima di morire, Paddy, l'amica sceneggiatrice, molto colta e conoscitrice delle vicende biografiche dei due autori, oltre che delle loro opere, aveva sostenuto che essi non si erano mai incontrati, e dopo aver appreso che lo sceneggiatore incaricato di scrivere il copione del film, per fini commerciali, si stava inventando una storia piccante di sesso fra i due scrittori, si era offerta di aiutare Richard a riscrivere il testo. La morte di Paddy, avvenuta l'11 agosto 2018, aveva privato Richard non solo di questo sostegno, ma della ragione stessa di vivere. Quando il treno arriva, Richard si stende sui binari; una bambina scesa dal treno lo vede, si accovaccia vicino a lui e gli chiede di non farlo.

### Seconda parte
Protagonista di questa parte è Brittany Hall, detta Brit, un'agente addetta alla custodia dei detenuti di un Centro di identificazione ed espulsione di alta sicurezza, il "luogo dei morti viventi", un posto in cui gli immigrati dovrebbero essere trattenuti per un massimo di 72 ore, mentre "c’erano persone detenute da anni", sottoposte quotidianamente a umiliazioni e angherie. Brit, senza prospettiva di altra occupazione, ha imparato fin da subito come rivolgersi ai "deets", come vengono chiamati i detenuti dalle guardie, assorbendo e in parte riproducendo la crudeltà che la circonda: "Questo non è un albergo. Se non ti piace puoi benissimo tornartene a casa tua. Come ti permetti di chiedere una coperta... ". Ogni giorno, quando arriva al lavoro e quando se ne va alla fine del turno, saluta con un cenno del capo le siepi che si trovano all'ingresso del campo, "una zona demilitarizzata tra il regno degli inferi e il resto del mondo". La sua vita è del tutto routinaria: vive con la madre pensionata che trascorre le giornate a guardare la TV, sintonizzata sul canale di news della BBC, esclamando in continuazione "Chissà dove andremo a finire", e da diversi anni è impegnata in una relazione - sempre più conflittuale - con Josh, da poco licenziato da un magazzino di un colosso dell’ecommerce. Josh nell'ultimo litigio ha accusato Brit di essere diventata insensibile a tutto, a partire dall'attività svolta nel centro di detenzione, un luogo che il giovane ritiene deputato a legittimare l'illusione "che basti tenere le persone fuori dai confini [...] per sentirci britannici"; Brit lo ha a sua volta tacciato di "buonismo borghese sinistroide da quattro soldi". 
Il racconto inizia nel mese di settembre, quando all'interno del centro si diffonde la voce che una misteriosa ragazzina con la divisa scolastica, aggirando non si sa come i più minuziosi sistemi di controllo, è riuscita ad entrare nell'edificio, ha parlato con il Direttore e lo ha convinto a chiamare con urgenza una ditta per pulire da cima a fondo tutti i bagni. Altri agenti aggiungono che la stessa ragazzina è entrata in altri quattro centri e ha liberato in un bordello quindici ragazzine adolescenti; si racconta infine che provenga dalla Grecia, sia sopravvissuta ad un barcone, e abbia liberato la madre detenuta nel Wood, il centro in cui vengono rinchiuse le donne provenienti da ogni parte del mondo. 
Un lunedì di ottobre, quando sta per prendere il treno da King’s Cross per recarsi al lavoro, Brit incontra Florence, la ragazzina misteriosa, che le chiede di aiutarla a raggiungere Kingussie, una località scozzese ritratta in una cartolina in suo possesso, vecchia di decenni. Inizialmente restia a seguirla, Brit decide poi d'impulso di non recarsi al lavoro e di avventurarsi in questo viaggio: sarà il lunedì pomeriggio più felice della sua vita.
Quando arrivano alla stazione della località della cartolina, Florence intravede Richard steso sui binari del treno e lo convince a desistere dal suo intento suicida. Apprende poi che una donna in attesa su un furgoncino-bar fuori dalla stazione sta chiedendo di lei.
La seconda parte si chiude con il racconto del progetto dell'artista visiva britannica Tacita Dean di salire a bordo di una mongolfiera e catturare una nuvola in un sacchetto.

### Terza parte
La donna del furgone, Alda Lyons, si offre di accompagnare Brit e Florence alla meta di destinazione (il campo di battaglia di Culloden, dove gli scozzesi combatterono la loro ultima guerra contro gli inglesi; la definitiva sconfitta dei giacobiti di Bonnie Prince Charlie, perpetuò l'unione di Inghilterra e Scozia) e propone a Richard un passaggio fino alla città più vicina. Durante il viaggio Alda mostra di condividere con Richard l'interesse per il cinema e le vecchie canzoni, e riconosce in lui il regista del suo film preferito, Andy Hoffnung, un dramma televisivo sull'impatto dell'Olocausto. Si ricorda anche della sceneggiatrice Patricia Heal, l'amica che Richard ha da poco perso, e a cui lui non smette di pensare per tutta la durata del viaggio. Il clima di affiatamento che si crea fra i due indispettisce Brit, che si sente esclusa dalla conversazione. Giunti a Inverness, il furgone si ferma nel parcheggio di un grande supermercato, e il gruppo si commiata da Richard. Dopo essersi intrattenuto qualche minuto nel supermercato, il regista scopre da una Brit affannata e in preda all'ira che, approfittando di un momento di distrazione, Alda l'ha abbandonata per fuggire in furgone con Florence.
Il racconto riprende qualche mese dopo, e si apprende che Richard ha rifiutato di dirigere il film su Katherine Mansfield e Rainer Maria Rilke, e che sta lavorando a un nuovo progetto che pensa di intitolare "Mille e mille persone", finanziato mettendo in vendita le cose del suo passato. È un film documentario che raccoglie interviste ai volontari di un'organizzazione che porta soccorso agli immigrati, la Auld Alliance, di cui scopriamo aver fatto parte Alda (un nome fittizio che useranno tutti gli intervistati), con cui Richard ha ristabilito i contatti dopo l'avvenuta fuga con Florence. Richard è riuscito anche ad accomiatarsi da Paddy, dandole l'ultimo saluto in una località di nome Clava, a poco più di un chilometro dal parcheggio del campo di battaglia di Culloden, dove le ha recitato una poesia di Shelley sulle nuvole. La nuova vita che lo aspetta, dopo essere sopravvissuto a un tentato suicidio, include anche la ricerca della figlia che non vede più dal 1987, quando era ancora una bambina.
Brit dopo essere stata abbandonata in supermercato si sentirà ingannata e tradita, allo sbando. Chiamerà la polizia perché catturino le due donne, rivelando la destinazione in cui erano dirette, un luogo in cui le sta aspettando la madre di Florence che verrà arrestata dalla SA4A e avviata a un centro di detenzione. Oltre ad Alda verranno identificati anche i capi dell'organizzazione accusata di favorire gli immigrati clandestini. Tornata al lavoro, Brit riprenderà la vita di sempre; ai colleghi del centro di detenzione dirà che nei giorni precedenti è stata vittima di una forma di ipnosi.

## Personaggi
- Richard Lease, un regista televisivo piuttosto famoso negli anni Settanta, affranto dalla morte dell'amica sceneggiatrice, sua anima gemella. Parla spesso con una figlia immaginaria, mentre non vede quella reale da quando si è lasciato con la moglie nel 1986. Dovrebbe dirigere un film sull'ipotetico incontro fra Katherine Mansfield e Rainer Maria Rilke avvenuto in Svizzera nel 1922, ma dopo il suo tentato suicidio e l'incontro con Florence, è avvenuto un cambiamento dentro di lui che gli ha permesso di vivere "inaspettate vite successive".[4]
- Brittany Hall, una ventenne che lavora in un centro di detenzione per immigrati appena fuori Londra. Intelligente e brillante, non avendo altre alternative ha scelto per convenienza questo lavoro, ne avverte le contraddizioni ma nello stesso tempo collabora nell'esecuzione degli ordini e dei compiti punitivi. Divisa fra la noia e la rabbia, si autodefinisce "una macchina programmata". Sulla sua giacca porta il cartellino identificativo DCO (Detainee Custody Officer, agente addetto alla custodia dei detenuti) e una B, l'iniziale del suo nome. È stata interpretata come il simbolo della nazione, che proprio come lei, troppo stanca e ripiegata su stessa per opporvisi, si renderebbe complice della violenza quotidiana.[5]
- Florence, una dodicenne arguta, curiosa e intraprendente, abile linguisticamente, dotata di poteri speciali, derivanti in gran parte dalla sua invisibilità sociale[6]. È sola, veste una divisa scolastica con uno stemma recante la scritta "Vivunt spe". Tutto il romanzo è intercalato da storie, frasi, battute sconnesse, prese da un taccuino che Florence porta con sé, chiamato "Aria calda"[7]. Rappresenta una figura classica ricorrente nei romanzi di Smith: la giovane estranea, la straniera che può risvegliare l'immaginazione e le emozioni dormienti dei personaggi, inducendoli, con la sua intuizione e il suo nuovo modo di vedere la vita, a trovare uno scopo e rendersi partecipi di un cambiamento.[8][9] Florence è stata paragonata da Smith a Marina, uno dei personaggi del Pericle di Shakespeare, "che affronta una serie di peripezie e di pericoli, ma riesce a salvarsi e, addirittura, a far cambiare idea ai potenti, grazie al suo essere incorrotta"[10]. Molti critici hanno visto Florence anche come l'alter ego di Greta Thunberg[11], molto ammirata da Smith,[12]  ma l'autrice ha dichiarato in un'intervista di aver conosciuto la giovane attivista ambientale solo dopo la pubblicazione di Primavera.[10] Sarà invece nominata in Estate, il libro che conclude la Tetralogia, quando Sacha racconterà a Grace di Greta, intendendo Thunberg, mentre la madre penserà a Greta Garbo.[13]
- Alda Lyons è una bibliotecaria disoccupata che vive in un camioncino del caffè in disuso nei pressi della stazione di Kingussie, che si rileverà essere una copertura usata dall'organizzazione di cui fa parte. Alda è un'attivista che aiuta gli immigrati a sfuggire alla detenzione, e attende l'arrivo di Florence per condurla dalla madre, in fuga da un centro di detenzione. Anche Ada è un'invisibile. Non ha un nome, tutti gli attivisti dell'Auld Alliance dichiarano di chiamarsi Alda Lyons.

## Ambientazione e contesto
La tetralogia pensata da Smith è un esperimento fondato sull'idea di scrivere quattro romanzi in tempo reale "nella vecchia modalità vittoriana, praticamente pubblicati non appena scritti", raccontando gli avvenimenti contemporanei nel loro intreccio con luoghi e tempi del passato, con i quali rivelano un legame.
Il tema di attualità che pervade Primavera è la questione degli immigrati, in particolare delle migliaia di persone detenute a tempo indeterminato negli "Immigration Removal Centers" (IRC) del Regno Unito. Il passato prossimo che coinvolge direttamente due dei personaggi - Paddy e Richard - è quello degli anni Settanta, evocato attraverso le vite dei due protagonisti; un passato più remoto, quello degli anni Venti del Novecento, accompagna il racconto dell'ipotetico incontro in Svizzera fra Katherine Mansfield e Rainer Maria Rilke, iniziale soggetto del film che Richard dovrebbe dirigere. Il 1922, l'anno di questo incontro, è anche - ricorderà Paddy - quello in cui "Mussolini comincia a far vedere i muscoli", e in cui viene ucciso il patriota e politico irlandese Michael Collins, sostenitore del trattato anglo-irlandese che stabilì la divisione dell'Irlanda e l'indipendenza dell'Irlanda del Nord, eventi che hanno a che fare con il tema dei confini che percorre tutto il libro.
In Primavera l'azione si svolge prevalentemente in autunno, tra settembre e ottobre 2018. La primavera compare solo verso la fine del libro, quando apprendiamo cosa è successo ai tre personaggi principali, dopo che si sono separati. La stessa Smith osserverà che "il libro accade nel periodo più oscuro, perché uno spostamento verso la speranza arriverà nel momento più buio".

## Riferimenti letterari
Il libro è una miniera di allusioni, riferimenti letterari e artistici diretti e indiretti. Tutti i volumi della Tetralogia rendono omaggio a Shakespeare, sia nelle citazioni di apertura che nei personaggi e in alcune parti della trama: Autunno si ispira alla Tempesta, Inverno a Cymbeline, Primavera a Pericle, la commedia scritta da Shakespeare che ha per tema la migrazione e la separazione familiare. 
Una delle cinque citazioni con cui si apre il libro è tratta da Pericle:
Il motto dice: in hac spe vivo.»
Il personaggio di Florence evoca quello di Marina, la figlia perduta di Pericle, dotata di virtù e persuasività retorica.
Il secondo autore costantemente presente è Dickens, il più autorevole rappresentante della tradizione vittoriana della pubblicazione a puntate, il romanzo feuilleton, dove lo scrittore è una sorta di operaio alla catena di montaggio, produce in serie racconti interagendo con gli avvenimenti dell'attualità, senza programmare in anticipo l’evoluzione della storia: è questo anche il proposito di Smith nel suo esperimento della Tetralogia.L'incipit di ognuno dei quattro volumi riprende, modificandolo in parte, quello di alcune delle opere del romanziere britannico:
- Autunno inizia con "Era il periodo peggiore, era il momento peggiore" che riprende l'incipit di Racconto di due città: "Era il tempo migliore e il tempo peggiore."[22]
- Inverno inizia con "Dio era morto: per cominciare" che riprende l'incipit del Canto di Natale: "Marley era morta, per cominciare".[23]
- Primavera inizia con "Ora, quello che non vogliamo sono i Fatti. Quello che vogliamo è lo sconcerto", che riprende l'incipit di Tempi difficili :"Ora quello che voglio sono i Fatti. A questi ragazzi e ragazze insegnate soltanto Fatti. Solo i Fatti servono nella vita."[24]

Un personaggio di Primavera, Richard, soprannominato da Paddy "Doubledick", prende il nomignolo dal protagonista di un vecchio racconto di Dickens, The Story of Richard Doubledick, contenuto in The Seven Poor Travellers. Il racconto - la cui trama è riassunta dalla stessa Paddy - narra la storia di un soldato che rinuncia a vendicare la morte dell'amato capitano a cui doveva la sua nuova vita: un tempo dissoluto e spericolato, aveva grazie a lui riconquistato la fiducia in se stesso, diventando un valoroso soldato. L'ufficiale francese responsabile della morte dell'amico entrerà a far parte della famiglia di Doubledick, ed entrambi, l'uno inglese e l'altro francese, si troveranno uniti a combattere contro un nemico comune. Commenterà Paddy:
Percy Bysshe Shelley è un altro riferimento letterario dichiarato nel libro: a Clava Cairns, ad est di Inverness, Richard reciterà la poesia The Cloud per accomiatarsi da Paddy. 

## Temi
(Ali Smith, Primavera, Seconda parte)
Il tema principale del libro è quello della crisi dei rifugiati, della brutalità e disumanità della detenzione a tempo indeterminato degli immigrati nei centri in Gran Bretagna, e dell'ascesa del nazionalismo, del culto dei confini. "Smettila di chiamarla crisi dei migranti", riprenderà Paddy morente il proprio figlio "Te l’ho ripetuto un milione di volte. Sono persone." È questo un tema caro ad Ali Smith, impegnata fin dal 2016 nel progetto Refugee Tales, finalizzato a sensibilizzare l'opinione pubblica sulla situazione dei centri in cui vengono rinchiusi gli "invisibili".A loro, alle loro testimonianze e ai loro racconti, raccolti direttamente dall'autrice, vanno i ringraziamenti nella pagina finale del libro.
Oltre a questo tema centrale, rappresentativo del cupo panorama politico contemporaneo, numerosi altri attraversano il romanzo, spesso comuni alle precedenti opere della Tetralogia: il dolore per la perdita di una persona cara, il confronto e l'amicizia fra persone di generazioni diverse, i rapporti disfunzionali fra genitori e figli, il potere dei libri e della lettura, l'attenzione per i prodotti dell'industria culturale (fotografie, film, canzoni, programmi televisivi) e per l'uso politico delle nuove tecnologie della comunicazione e dei social media, l'idea dell'interconnessione di luoghi ed eventi, perché "tutto si collega", la vitalità trasformativa della natura, la funzione salvifica dell'arte. Come le altre opere, anche questa omaggia un'artista, in questo caso Tacita Dean, celebra il cinema di Charlie Chaplin e altri autori di arti visive.
Le nuvole sono un'immagine ricorrente nel libro: alle nuvole sono ispirati dipinti, fotografie e il cortometraggio A bag of Air di Tacita Dean. Il titolo della sua opera, Why Cloud, fatta di ardesia e gesso, coincide con un verso del dramma shakespeariano, Pericle, quando il principe di Tiro legge il primo degli indovinelli. Le vecchie foto di Paddy, andate perdute, erano conservate su iCloud ("in una nuvola"). Richard avrebbe voluto recitare al funerale di Paddy la poesia che lei amava tanto: The Cloud di Shelley.
Anche il tema delle cartoline ritorna spesso in Primavera e in altre opere di Smith. Le cartoline rappresentano punti significativi nel viaggio interiore di un personaggio, o di uno stato emotivo. Nella visita ad una mostra alla Royal Academy dedicata a Tacita Dean, artista molto amata da Paddy, Richard compra due cartoline che raffigurano una montagna (The Montafon Letter, 2017) e un trittico di nuvole (Why Cloud). A Paddy Richard invia cartoline da tutti i posti in cui si reca, scrivendole a nome della figlia immaginaria; nella mail che invia al collega che ha sostituito l'amica scomparsa, Richard propone una sceneggiatura formalmente strutturata "come una serie di cartoline che ritraggono scene della vita dei due scrittori". Facendo una ricerca su Google, Richard apprende che Rilke scrisse la raccolta di sonetti dedicati a Orfeo, ispirato da una cartolina che una sua amante gli aveva appeso a una parete dello studio. Il viaggio di Florence attraverso la Scozia è diretto ad una località descritta su una vecchissima cartolina in suo possesso.

### Un inno alla speranza
La contemporaneità narrata nel libro è quella di un paese percorso da discordie e divisioni, attraversato da un clima sociale e politico cupo. Centrale in questo libro, tuttavia, è l'idea della speranza, della riconciliazione e della guarigione che vince sulla rabbia e la divisione. Trova espressione e conferma in molti elementi: nel significato stesso della stagione, la primavera, titolo del libro; nel progressivo cambiamento che attraversa la vita di alcuni personaggi, come Richard, che reinventa la propria esistenza; nell'azione positiva di altri, come Paddy e Florence, o nella resistenza all'ingiustizia, come gli attivisti dell'Auld Alliance; in citazioni e simboli disseminati lungo l'intera opera, dal racconto di Dickens The Story of Richard Doubledick, al lied di Beethoven An die Hoffnung (Alla speranza), all'opera The Montafon Letter di Tacita Dean, alla scritta che Florence porta sullo stemma della sua divisa: "Vivunt spe".
Florence rappresenta la fiducia nelle capacità di rinnovamento e trasformazione delle giovani generazioni, alle quali Smith guarda con profondo ottimismo: “Non c'è modo di sfuggire ai bambini in un libro intitolato Primavera." "I bambini sono gli occhi aperti del mondo. Guarda Greta [...], Greta Thunberg, le cui proteste per il clima hanno ispirato scioperi nelle scuole di tutto il mondo".
Motore di cambiamento sono anche gli incontri con persone speciali, come dimostrano i personaggi di Daniel Gluck in Autunno, Lux in Inverno, Florence in Primavera che arriva come un germoglio dentro le vite degli altri e, insinuandosi al loro interno, le fa crescere.
Anche arte e natura, secondo Smith, possono contribuire a dare un significato alla nostra esistenza, offrire possibilità di rigenerazione: esse sono in continua trasformazione, ma anche le nostre identità, ci fa capire Smith, sono fluide.

## Stile
(Ali Smith: Style vs content? Novelists should approach their art with an eye to what the story asks. Edinburgh World Writers' Conference, 18 agosto 2012)
Lo stile di Ali Smith è versatile e polifonico. La sua scrittura è simile a una ragnatela che non crea una distinzione strutturale tra la memoria dei personaggi e il loro presente, l'immaginato e il visto. La strategia stilistica della Tetralogia è identificabile con il collage.
La trama di Primavera è inframezzata da diversi intertesti (citazioni, fiabe, pezzi di sceneggiatura, blocchi di pagine con invettive, insulti sessisti, la voce dei troll di Twitter), corrispondenti ad altrettanti registri di scrittura. Ognuna delle tre parti del romanzo si apre con pagine di frasi scomposte, aggressive e volutamente incoerenti, una sorta di rap scritto con caratteri di diverse dimensioni. L'incipit della prima parte riprende, rovesciandone il senso, quello di Hard Times di Dickens, seguito da slogan della retorica anti-immigrati:
A seguire, un breve brano che sembra narrato dalla terra, o dalla primavera, che con un ritmo incalzante afferma la propria invincibilità, originata dal potere di consentire la luce e la vita:
Jack Callil ha notato come l'abbinamento di questi due pezzi all'inizio del libro introduca il lettore ad una struttura di botta e risposta che connota tutto il romanzo. A suo parere Primavera manifesta un fervore politico e un'urgenza morale maggiori rispetto alle opere precedenti: la scrittura, pur mantenendo lo stile smithiano leggero e vivace, è polemica.
Le pagine iniziali delle tre parti in cui è suddivisa l'opera - si scoprirà verso la fine del libro essere state scritte/riportate da Florence nel suo taccuino - secondo Rebecca Makkai rendono Primavera il più postmoderno dei romanzi della Tetralogia. Primavera cambia la forma del romanzo, e i frammenti del taccuino inclusi nel racconto non sono gli unici esempi della varietà di registri utilizzati: ad essi si aggiungono il linguaggio vivace, i giochi di parole e gli aforismi, i frammenti di canzoni pop e racconti popolari, flashback e visioni (come la figlia immaginaria di Richard), gli innumerevoli riferimenti ai classici della letteratura, il tributo a Rilke e Mansfield, l'evocazione delle nuvole e delle montagne dell'artista Tacita Dean.
Iam Samson, riferendosi alla peculiarità della tecnica narrativa di Smith, ha proposto di denominarla Smithying. Raccontando del rapporto fra Richard e Paddy, Ali Smith fa dire a quest'ultima: "Fra strategia narrativa e realtà c’è differenza, ma c’è anche un rapporto simbiotico." 